# چیپس هویج
چیپس هویج یک اصطلاح رایج برای هویج سرخ
یا خشک شده است. بعضی از تولیدکنندگان هویج نیز به هویج‌های خرد و بسته‌بندی شده به عنوان چیپس هویج اشاره می‌کنند. نوع سرخ شدهٔ قطعات هویج اغلب به عنوان هویج سرخ شده شناخته می‌شود، به ویژه هنگامی که قطعات به شکل سیب‌زمینی سرخ‌کرده درست می‌شوند. قطعات سرخ شدهٔ هویج دارای ۳۵ الی ۴۰٪ روغن هستند.
چیپس هویج یک جایگزین سالم برای چیپس‌های سیب‌زمینی محسوب می شوند، چرا که این دو دارای سازگاری و استفاده مشابهی هستند.
در برخی از کشورهای در حال توسعه، چیپس هویج ممکن است به غذای بسیار مهمی تبدیل شود. احمد سولامان و جودی دریسکل دانشمندان دانشگاه نبراسکا با روی دستورالعمل‌های ساخت چیپس هویج کار می کنند زیرا معتقدند که چیپس‌ها ممکن است به مبارزه با کمبود ویتامین در کودکان که در شرایط فقیرنشین رشد می کنند کمک کند.